# Piper PA-25
Le PA-25 Pawnee est un des premiers avions à être conçus spécifiquement pour l'épandage agricole. Lancé en 1959 par Piper Aircraft, il connut un grand succès, voyant sa production atteindre plusieurs milliers d'exemplaires. Bien que toute production ait cessé en 1982, de nombreux exemplaires sont encore en utilisation de nos jours. Dans le domaine des loisirs, le PA-25 est également employé en tant qu'avion remorqueur de planeurs. 